# 高坪镇 (福泉市)
高坪镇，是中华人民共和国贵州省黔南布依族苗族自治州福泉市一个已撤销的乡级行政区，2014年1月7日，贵州省人民政府批复同意福泉市行政区划调整，撤销高坪镇，将其所辖的英坪村、高坪司村、英坪社区、高坪司社区划归道坪镇，王卡村划归仙桥乡。